# Secret (album d'Ayumi Hamasaki)
Pour les articles homonymes, voir Secret (homonymie).
Albums de Ayumi Hamasaki
(miss)understood
(2005) GUILTY
(2008)
Singles
Secret est le huitième album original de Ayumi Hamasaki, en excluant ses mini-albums, compilations et albums de remix.

## Présentation
L'album sort le 29 novembre 2006 au Japon sous le label avex trax, produit par Max Matsuura ; il sort moins d'un an après le précédent album de la chanteuse : (miss)understood. Il atteint la première place du classement de l'Oricon. Il se vend à 386 280 exemplaires première semaine, et reste classé pendant dix-huit semaines, pour un total de 675 297 exemplaires vendus durant cette période ; il est certifié platine au Japon. Il a gagné le prix « Album de l'Année » (Album of the Year Award) aux Japan Gold Disc Awards, et sa chanson-titre Secret a gagné le prix de la « Chanson Japonaise de l'Année » à la cérémonie de prix RTHK à Hong Kong.
C'est le quatrième album de la chanteuse à sortir aussi en version CD+DVD, avec une pochette différente et un DVD supplémentaire contenant les clips vidéo de sept des titres de l'album et leurs making of. Il contient onze chansons, plus trois interludes musicaux (Not yet, LABYRINTH, et taskinst). Quatre des chansons étaient déjà parues en face A et B des deux singles sortis en 2006 : Startin' / Born To Be... et BLUE BIRD. Trois des chansons inédites (1 LOVE, JEWEL, et momentum) serviront de thèmes musicaux pour des campagnes publicitaires pour divers produits, comme celles des singles, et bénéficieront aussi de clips vidéos figurant sur le DVD. La chanson-titre de l'album figurera aussi telle quelle en troisième titre sur le prochain single de la chanteuse, glitter / fated, qui sortira huit mois tard.

## Production
Il a d'abord été annoncé que l'album allait être un mini-album, composé de seulement sept chansons, comme Memorial address sorti fin 2003. Mais la chanteuse a annoncé par la suite qu'il s'agirait finalement d'un album complet, et a écrit sur le site de son fan-club officiel qu'elle passait beaucoup de temps dans le studio afin de terminer l'enregistrement des chansons aussitôt que possible. Elle a appelé l'album Secret parce qu'elle veut que les gens pensent : « C'est un de mes secrets aussi », ou « mon secret et le même que celui d'Ayumi ». Les personnes peuvent sentir une connexion entre elles et la chanteuse parce qu'ils peuvent voir s'ils ont des secrets en commun. Elle écrivit à propos du titre de l'album (traduction libre) :

« Ce n'est pas un secret dans le sens que je vais avouer des secrets que les gens ne savaient pas auparavant. Au lieu, ça pourrait être à propos de moi dans ma vie quotidienne, ou ça pourrait être à propos de vous. Tout le monde a des secrets ; il n'y a personne au monde qui n'a pas au moins un secret, et il n'y a personne qui est complètement honnête. Quand on essaie de comprendre les autres et quand on essaie de nous comprendre, il y a toujours une partie de nous-mêmes que personne ne connaît. Quant à moi, j'ai des secrets que personne ne connaît ainsi que quelques-uns que tout le monde connaît. Pour moi, ça c'est ce que signifie le mot 'secret', et dans ce sens, il y a des secrets incorporés dans l'album. »

## Liste des titres
Toutes les paroles sont écrites par Ayumi Hamasaki.
| 1.  | Not yet                 | CMJK             | CMJK                | 2:01 |
| 2.  | until that Day...       | CMJK             | CMJK                | 4:48 |
| 3.  | Startin'                | Kazuhiro Hara    | CMJK                | 4:19 |
| 4.  | 1 LOVE                  | Yoji Noi         | HΛL                 | 4:30 |
| 5.  | It was                  | Naruya Ihashi    | Tasuku              | 4:10 |
| 6.  | LABYRINTH               | HΛL              | HΛL                 | 1:43 |
| 7.  | JEWEL                   | Tetsuya Yukumi   | Shingo Kobayashi    | 4:16 |
| 8.  | momentum                | Tetsuya Yukumi   | HΛL                 | 4:12 |
| 9.  | taskinst (instrumental) | Tasuku           | Tasuku              | 1:36 |
| 10. | Born To Be...           | Kazuhiro Hara    | Kazuhiro Hara, CMJK | 4:51 |
| 11. | Beautiful Fighters      | Kazuhito Kikuchi | CMJK                | 5:12 |
| 12. | BLUE BIRD               | D・A・I          | HΛL                 | 4:09 |
| 13. | kiss o' kill            | Tetsuya Yukumi   | Keiji Tanabe        | 4:40 |
| 14. | Secret                  | Tetsuya Yukumi   | Hikari              | 4:58 |

| 1.  | Startin' (video clip)            | Takahide Ishii  | 5:29 |
| 2.  | Born To Be... (video clip)       | Takahide Ishii  | 4:51 |
| 3.  | BLUE BIRD (video clip)           | Takahide Ishii  | 4:13 |
| 4.  | Beautiful Fighters (video clip)  | Takahide Ishii  | 5:57 |
| 5.  | JEWEL (video clip)               | Wataru Takeishi | 4:20 |
| 6.  | 1 LOVE (video clip)              | Hideaki Sunaga  | 5:03 |
| 7.  | momentum (video clip)            | Takahide Ishii  | 4:41 |
| 8.  | Startin' (making clip)           | Takahide Ishii  | 4:58 |
| 9.  | Born To Be... (making clip)      | Takahide Ishii  |      |
| 10. | BLUE BIRD (making clip)          | Takahide Ishii  |      |
| 11. | Beautiful Fighters (making clip) | Takahide Ishii  |      |
| 12. | JEWEL (making clip)              | Wataru Takeishi | 4:46 |
| 13. | 1 LOVE (making clip)             | Hideaki Sunaga  | 4:30 |
| 14. | momentum (making clip)           | Takahide Ishii  |      |